# Labkhati
Labkhati  (in arabo لبخاتي‎?) è un centro abitato e comune rurale del Marocco situato nella provincia di Safi, regione di Marrakech-Safi. Conta una popolazione di 14 324 abitanti (censimento 2014).